# Eberndorf
Eberndorf è un comune austriaco di 5 861 abitanti nel distretto di Völkermarkt, in Carinzia; ha lo status di comune mercato (Marktgemeinde). Abitato anche da sloveni della Carinzia (8,6%), è un comune bilingue; il suo nome in sloveno è Dobrla vas. Nel 1865 aveva inglobato i comuni di Globasnitz, Rückersdorf, Sittersdorf (tornati autonomi nel 1871) e Kühnsdorf, mentre la frazione di Grabelsdorf è stata assegnata a Sankt Kanzian am Klopeiner See e quella di Goritschach a Gallizien.